# Marco Melandri
Marco Melandri (Ravenna, pokrajina Ravenna, regija Emilia-Romagna, Italija, 7. kolovoza 1982.) je bivši talijanski športski motociklist. 

## Uspjesi u prvenstvima
Svjetsko prvenstvo – MotoGP
- drugoplasirani: 2005.

Svjetsko prvenstvo – 250cc
- prvak: 2002.
- trećeplasirani: 2001.

Svjetsko prvenstvo – 125cc
- drugoplasirani: 1999.
- trećeplasirani: 1998.

Svjetsko prvenstvo – Superbike
- drugoplasirani: 2011.
- trećeplasirani: 2012.

Talijansko prvenstvo – 125cc
- prvak: 1997.

## Vanjske poveznice
- (tal.) marcomelandri.it
- (engl.) motogp.com, Marco Melandri
- (engl.) worldsbk.com, Marco Melandri